# DIGIfoto
DIGIfoto (v minulosti také DIGI) byl český odborný časopis, jehož hlavním tématem byla fotografie, fotografování a fotoaparáty. K redaktorům časopisu patřili mj. zakládající šéfredaktor a bohemista Petr Bubeníček, šéfredaktor Petr Lindner, redaktoři Jan Novák, Libuše Mohelská, Petr Vilgus, Tomáš Hliva nebo Silvie Šeborová (dříve Vondrová).
Od roku 2003 do roku 2010 patřil měsíčník do portfolia brněnské společnosti Computer Press. V roce 2010 časopis přešel pod vydavatelský dům Mladá fronta, která jej v prosinci 2011 zastavila. Část redaktorů v roce 2012 založila nástupnický Časopis FOTO.

## Zajímavost
V letech 2005 a 2007 byla časopisu udělena cena Hvězda roku v soutěži pořádané Unií vydavatelů.